# Saarlammi
Saarlammi är en sjö i Kyrkslätts kommun i Finland.   Den ligger i landskapet Nyland, i den södra delen av landet, 30 km väster om huvudstaden Helsingfors. Saarlammi ligger 56 meter över havet. I omgivningarna runt Saarlammi växer i huvudsak barrskog. Arean är 11,1 hektar och strandlinjen är 1,92 kilometer lång. Sjön  ingår i Sjundeå å huvudavrinningsområde. 